# François Ruph
François Ruph est tour à tour professeur en psychologie, photographe, artiste-peintre, éditeur et conférencier, résidant à Rouyn-Noranda en Abitibi-Témiscamingue au Québec, Canada. Il est reconnu pour son travail photographique sur l’Abitibi-Témiscamingue, pour sa participation à la vie artistique de cette région et pour ses travaux universitaires en développement de la métacognition et de l’efficience cognitive chez les adultes et chez les étudiants à l’Université du Québec en Abitibi-Témiscamingue (UQAT),.

## Biographie
François Ruph est né le 1er avril 1944 à Toulouse, France . Avec une Licence-ès-Lettres, option psychologie, et un Certificat d’études supérieures en neuropsychologie de l’Université de Lyon,  sursitaire et dû pour le service militaire toujours obligatoire en 1969, il opte plutôt pour le service de la coopération. Il est recruté par le Cégep de l’Abitibi-Témiscamingue à Rouyn-Noranda, au Québec pour y enseigner la psychologie. Il donne sa démission après trois ans pour se consacrer entièrement à sa vocation récente de photographe et d'artiste-peintre, en alternance avec des contrats en communications.
Passionné de voyages et d’aventures, de 1969 à 1973, il parcourt tout le continent nord-américain durant ses temps libres et ses vacances : l’Abitibi-Témiscamingue, le Québec, la Gaspésie, les Rocheuses, Vancouver, le Yukon et l’Alaska, la Louisiane et la Floride. Il découvre toute la côte ouest des États-Unis en auto-stop et parcourt à pied le John Muir Trail dans les Sierras Nevadas. Alpiniste accompli, il retourne en Alaska en 1971 avec une équipe de cinq autres grimpeurs pour l'ascension du Rooster Comb dans le massif de McKinley.
L’été 1972, il organise avec Paul Lemay, un canoéiste accompli de l’Abitibi-Témiscamingue, une descente de la rivière Harricana d’Amos à la Baie James jusqu’à Moosonee en Ontario. Cette expédition sera documentée en photos et en 16 mm. L'année suivante, il en sortira un film: Harricana 1972 qui sera largement diffusé en Europe. 
En 1974, il parcourt la France comme cinéaste conférencier dans les circuits Jeune Découverte et Grand Reportage (1975) pour y présenter un spectacle audio-visuel sur le Québec (sélectionné par la Société des explorateurs français).
En 1975, il émigre définitivement au Québec et devient citoyen canadien en septembre 1977. Il doit retourner en France en janvier 1980 près d’un an pour s’occuper de son père malade. À son retour, il s’isole dans la maison-atelier qu’il a construite sur la propriété d’un ami dans un rang du village de Montbeillard, à une trentaine de kilomètres au sud de Rouyn-Noranda, pour se consacrer à la peinture.
En 1989, il fonde le Conseil des artistes en arts visuels de l’Abitibi-Témiscamingue, dont il assume la présidence les trois premières années. Le CAAVAT fondera à son tour L’Écart, le centre de diffusion et de production en art actuel établi sur la rue Murdoch à Rouyn-Noranda. En 1988-1989, Il organise le 1er Symposium de peinture en Abitibi-Témiscamingue au Centre d’exposition de Rouyn-Noranda.
Après quelques années de vie d’artiste, il retourne progressivement à l’enseignement universitaire en psychologie. Il développe à l'Université du Québec en Abitibi-Témiscamingue sa propre expertise en développement de la métacognition et autorégulation cognitive et affective de l’apprentissage, et en développement de la créativité. Il prendra sa retraite en 2012. Il s’implique alors de 2013 à 2017 à la maison d'édition régionale, Les Éditions du Quartz et en 2018, il développe, en collaboration avec sa conjointe Louise Bédard et la complicité du personnel du Petit Théâtre du Vieux Noranda, un programme de conférences audiovisuelles sur des aventures ou des voyages inédits réalisés par des gens d’Abitibi-Témiscamingue, à raison de 4 représentations par année. Il en présente lui-même sur des sujets qui l’interpelle: L'Afrique du Sud et la Namibie, le Tibet et le bouddhisme tibétain en collaboration avec Julia Morarin, la Route de la soie en Chine et la descente de l’Harricana avec Paul Lemay.

## Formation
- 1963, Baccalauréat en mathématiques à l'Académie de Lyon.
- 1964, Certificat d'études littéraires générales modernes à l'Université de Lyon.
- 1968, Licence ès-lettres (option psychologie) à l'Université de Lyon.
- 1969, Certificat d’études supérieures en neuropsychologie à l'Université de Lyon.
- 1995, Maîtrise en éducation (M.Ed.) à l'Université du Québec en Abitibi-Témiscamingue[3].
- 1999, Doctorat en andragogie (Ph.D.) à l'Université de Montréal[8],[9].

## Communications
Pendant les premières années de son arrivée dans sa région d'adoption, il occupe différents emplois et réalise des projets dans le secteur des communications.  En 1972, il réalise une vidéo noir et blanc d'une durée de 45 minutes intitulée;  Guérin, Témiscamingue qui présente le concept du Village Vacances Famille de cette petite municipalité du Témiscamingue. En 1973-1974, il est journaliste, chef de pupitre et reporter au service de l'information de Radio-Nord-CKRN à Rouyn-Noranda. Puis en 1975-1976, il est réalisateur d'émissions de radio pour le projet Multi-Média du ministère de l’Éducation du Québec à Rouyn-Noranda et en 1976, il est recherchiste pour trois émissions documentaires sur l’Abitibi-Témiscamingue à Radio-Québec.

## Arts visuels

### Expositions solos (sélection)
De 1972 à 1989, il expose régulièrement ses peintures dans différents lieux publics un peu partout dans sa région d’appartenance comme ailleurs au Québec.
- 1978, Peintures grand format. Centre d’exposition à Rouyn-Noranda.
- 1983, Fusains, aquarelles, pastels, acryliques, huiles (grands formats) et photographies. Centre d’exposition à Rouyn-Noranda.
- 1986, Sacré blues, portraits et personnages (fusains, aquarelles, pastels, acryliques, huiles), Centre d’exposition, Val-d’Or; Centre d’exposition, Rouyn-Noranda; Centre d’art Rotary, La Sarre; Galerie du Centre socioculturel, Amos.
- 1987, Sacré blues, Abstractions et Couleurs d’automne. Galerie des Ateliers APART du sculpteur Jean-Paul Garneau à Lévis.
- 1988, Abstractions. Centre d’exposition, Val-d’Or; Centre d’exposition, Rouyn-Noranda.
- 1989, Aquarelles inspirées de la flore abitibienne. Centre d’art Rotary, La Sarre.

### Expositions de groupe
- 1973, Exposition aux Jeux du Québec. Centre d’exposition à Rouyn-Noranda.
- 1973, Salon des peintres lyonnais. Palais St-Pierre, Lyon (France).
- 1981, Exposition des professeurs en arts plastiques, Nantes (France).
- 1982, Artpossible, Centre d’exposition de Val-d’Or.
- 1984, Première Biennale de peinture en Abitibi-Témiscamingue. Centre d’exposition à Rouyn-Noranda.
- 1986, Deuxième Biennale de peinture en Abitibi-Témiscamingue. Centre d’exposition à Rouyn-Noranda.
- 1988, Quatrième Biennale de dessin, peinture et estampe en Abitibi-Témiscamingue : le corps, lieu de l’art. Centre d’exposition à Rouyn-Noranda.
- 1989, Premier Symposium de peinture en Abitibi-Témiscamingue. Centre d’exposition à Rouyn-Noranda[7],[10],[11],[12].
- 1988, Les créations d’ici…, 3e édition. Galerie du Centre socio-culturel à Amos.
- 1989, Exposition permanente des artistes à la galerie Le Parvis de Jean-Pierre Lafrance, Saint-Hyacinthe.
- 1989, Exposition d’été. Galerie Sang-Neuf Art à Palmarolle.
- 1989, Deuxième Biennale de peinture canadienne, Montréal, Vieux-Port et Complexe Guy Favreau. Les artistes-peintres créateurs associés du Québec (APCAQ).
- 1990, Exposition-vente Collection Loto-Québec. Centre d’Exposition de Val-d’Or.
- 1990, 8e Biennale de peinture en Abitibi-Témiscamingue. Centre d’exposition à Rouyn-Noranda.
- 1990-1991, Exposition L’arbre, local de la MRC de Rouyn-Noranda.
- 1990, Exposition des œuvres du livre Abitibi-Témiscamingue en peinture. Tournée régionale.

### Peintures en direct
De 1984 à 1990, il participe à une dizaine d'événements populaires appelés: Les peintures en direct qui sont une adaptation de la formule initiée par François Gourd aux Foufounes électriques à Montréal. D’une durée allant d’une soirée à une fin de semaine complète et elles se terminent par un encan des œuvres produites. Les profits de ces ventes vont à des œuvres caritatives. 

## Photographie
En 1973, il est photographe de presse pour les Jeux du Québec à Rouyn-Noranda. 
De 1978 à 1979, avec le photographe Marc Lemieux, voyant la région de l'Abitibi-Témiscamingue se transformer rapidement au détriment de son patrimoine bâti et de ses pionniers, ils entreprennent de fixer sur pellicule un monde social en transition. Pour ce projet intitulé Western Catholique et Klondike québécois, François Ruph et Marc Lemieux parcourent plus de 200 000 kilomètres et réalisent plus de 9 000 photographies documentaires sur l’Abitibi-Témiscamingue. Il s’associe alors avec Benoit-Beaudry Gourd, historien de l’Abitibi-Témiscamingue intéressé à documenter la vie des premiers colons. Ensemble, ils fondent les Productions Abitibi-Témiscamingue inc. (PAT Inc). Ce projet est soutenu par l’ensemble des instances régionales et financé par le Gouvernement du Québec via le ministère des Communications. Durant le déroulement du projet, il a l’occasion de rencontrer et de se nouer d'amitié avec le photographe montréalais Gabor Szilasi, venu également explorer l’Abitibi-Témiscamingue. 
De 1979 à1988, il réalise différents contrats de photographie pour les Productions Abitibi-Témiscamingue.
Il photographie notamment des sites patrimoniaux de l’Abitibi-Témiscamingue pour le Conseil de la culture de l'Abitibi-Témiscamingue pour la fabrication de cartes postales ou des images pour la confection de panneaux historiques du Jardin géologique de Rouyn-Noranda. 
Des photos seront publiées dans plusieurs médias nationaux notamment dans la revue Québec Science, le journal La Presse, le magazine de TVA,  le National Post, et les revues Harrowsmith, Humus et Réseau, la revue de l’ Université du Québec.  
Il collabore avec des auteurs régionaux afin d'illustrer de ses photos plusieurs ouvrages:
- 1992, L’Abitibi-Témiscamingue, Contrastes, textes de Benoit-Beaudry Gourd, Productions Abitibi-Témiscamingue inc. (ISBN 2-9803169-0-3).
- 1995, Histoire de l’Abitibi-Témiscamingue, sous la direction de Odette Vincent, Édition par Institut québécois de recherche sur la culture, 763 pages,  (ISBN 2-892-24-251-7) .
- 1999, L’Abitibi centenaire : 1898-1998, textes de Denys Chabot, Société d’histoire et de généalogie de Val-d'Or.  (ISBN 2-9804719-2-5) .
- 2001, Rouyn-Noranda: Quelle histoire...en photos!: 1926-2001, textes de Jocelyne Saucier, album souvenir du 75e de Rouyn-Noranda.  (ISBN 2-9807296-0-4)
- 2002, L’Abitibi minière, textes de Denys Chabot.  Société d’histoire et de généalogie de Val-d'Or.  (ISBN 2-9804719-5-X).
- Un séminariste et son péché, réalisation des photographies d'un photo-roman en 1977, création collective et textes de Jeanne-Mance Delisle, finalement publié aux Éditions du Quartz en 2013,  (ISBN 978-2-924031-11-7)[16].
- 2016, Les Anicinabek, Du bois à l’asphalte, le déracinement des Algonquins du Québec, textes de Marie-Pierre Bousquet, Éditions du Quartz, 335 pages,  (ISBN 978-2-924031-22-3)[17].

Sélection de quelques photographies de François Ruph
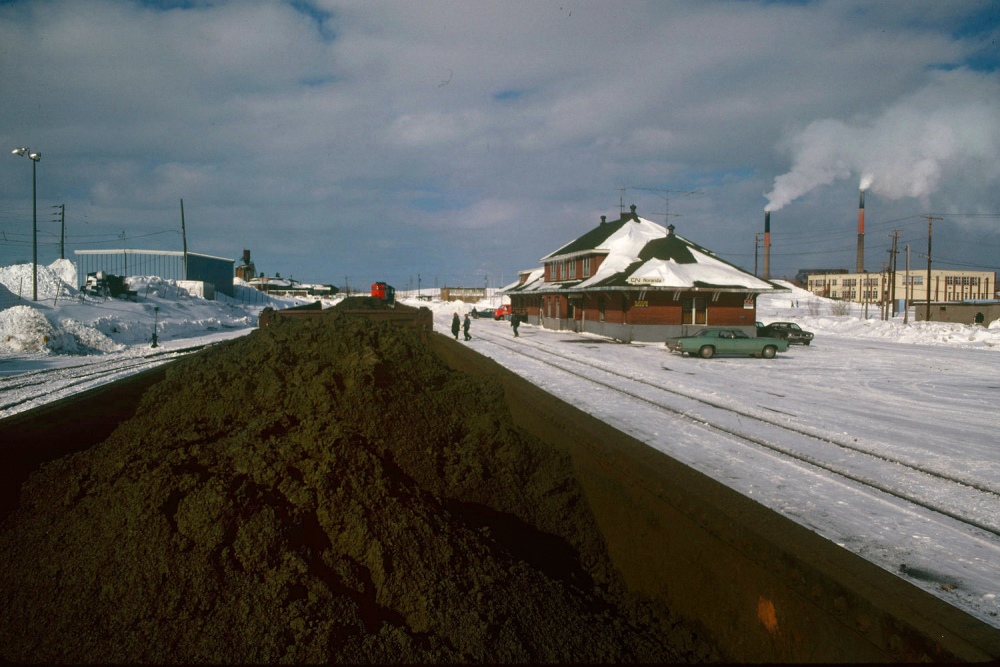
Gare du CN à Rouyn (disparue aujourd'hui) prise à partie d'un wagon de minerai avec les cheminées de la Noranda.
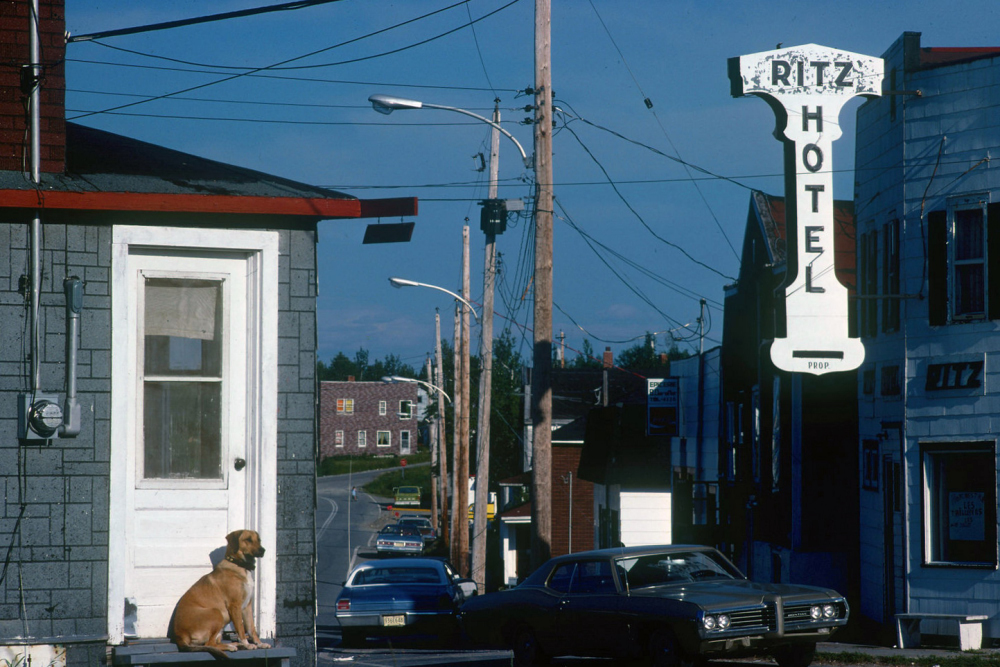
Village de Duparquet en 1979 après le retrait des opérations minières.
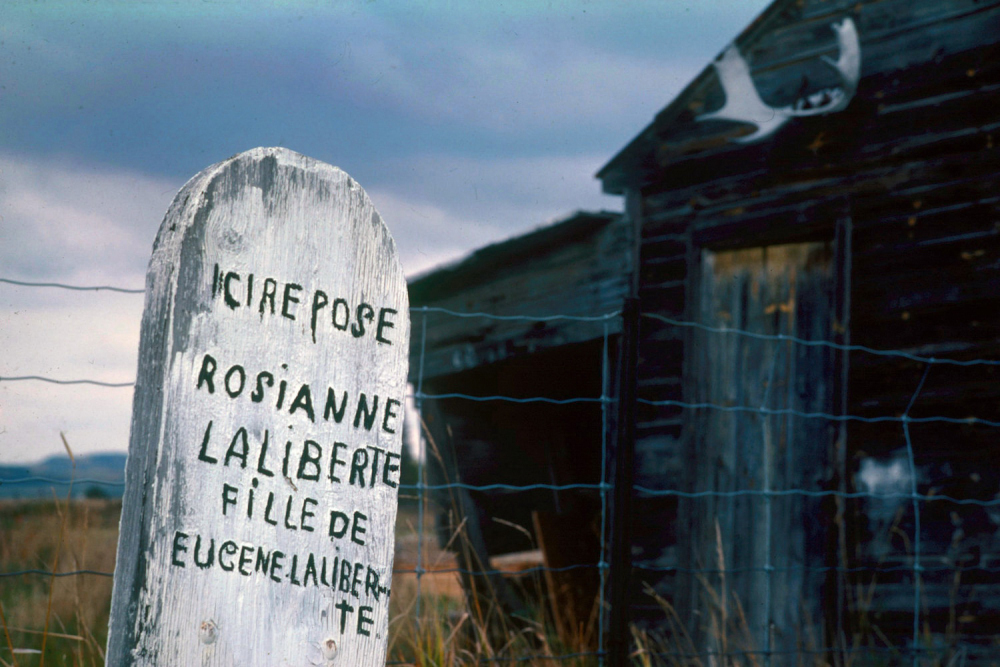
Cimetière de Béarn, 1978. Une tombe toute simple, une atmosphère (de film) western!
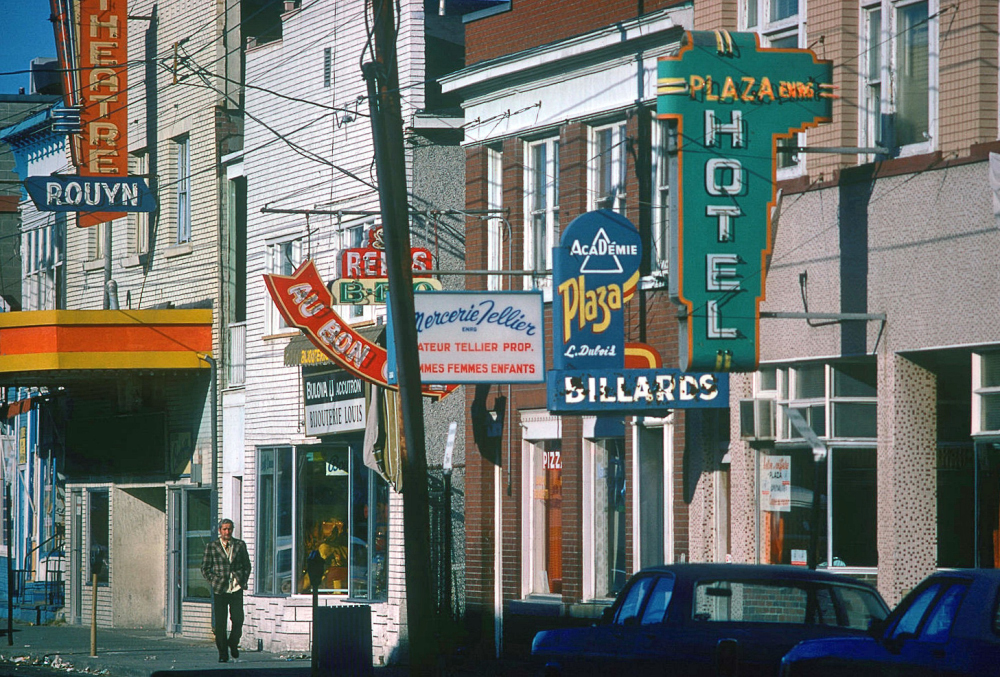
Rue commerciale de Rouyn dans les années 1970
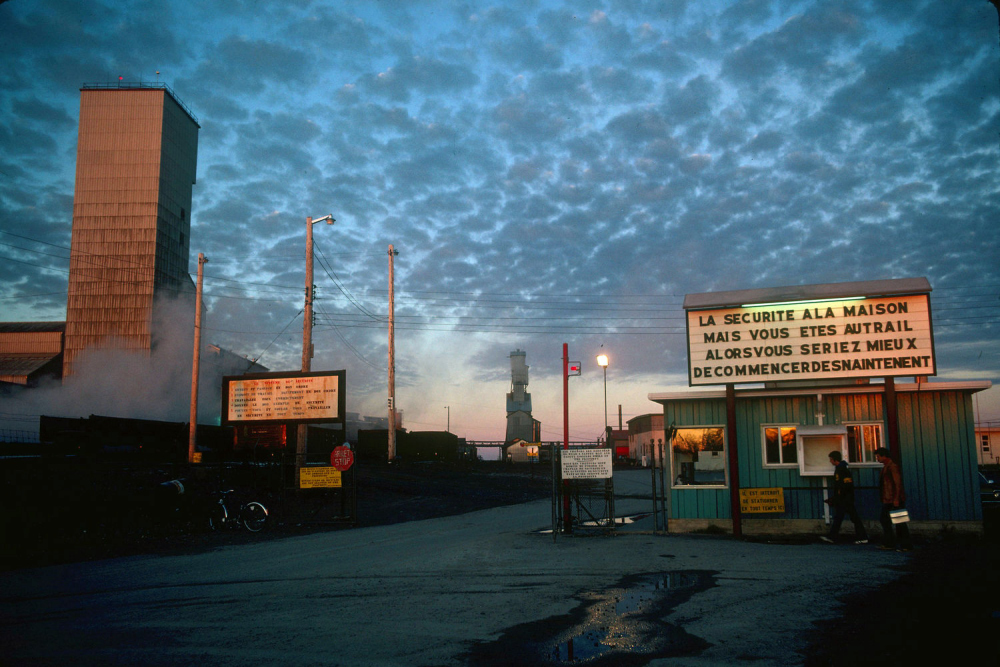
Mine Opémiska à Chapais (1979)

### Contrats photos et le cinéma
- 1973. Harricana 72, film sur la descente en canot de la rivière Harricana, réalisation Philippe Letourneur et François Ruph, Film 16mm couleur. 27 min. Il sera présenté à la première chaîne de l'ORTF TF1 à l’émission Latitude 101 de François de la Grange et sélectionné pour être présenté au Forum de l’aventure en 1973[18].
- 1978, Photographe de plateau, long métrage L'Hiver bleu d’André Blanchard[19].
- 1984, Photographe de plateau, long métrage Visage Pâle de Claude Gagnon. Productions Yoshimura Gagnon.
- 2019, Photos d'époque pour le documentaire Le dernier Nataq de Lisette Marcotte[20],[21].

### Enseignement de la photographie
- 1977,  Professeur de photographie au Cégep de l’Abitibi-Témiscamingue.
- 2000-2007. Cours Lumière et espace, Photo numérique. Département de Création et nouveaux médias. Université du Québec en Abitibi-Témiscamingue.

### Expositions de photos (sélection)
Il a exposé dans plusieurs lieux au cours des ans. En 1981, avec une exposition de photographies sur l’histoire de la région à la Maison Dumulon à Rouyn-Noranda.  En 1983 et 1984, il expose au Cabaret de la dernière chance à Rouyn-Noranda. En 1984-1985, Photo-projections effectue une tournée régionale à la Galerie du Centre socioculturel d'Amos et au Centre d’art Rotary de La Sarre et au Cabaret de la dernière chance à Rouyn-Noranda.  En 1986, Couleurs d’automne, exposition de photographies couleur grand format est présentée au Centre d’exposition de Rouyn-Noranda, à la Salle Augustin Chénier de Ville-Marie et au Cabaret de la dernière chance à Rouyn-Noranda et en 1988 au Centre d'exposition de Val-d'Or.         
En 1987, à la Maison de la culture Marie-Uguay de Montréal, il présente l'exposition Western Catholique et Klondike québécois. avec 50 tirages photographiques couleur 11x14 sur la région Abitibi-Témiscamingue. Cette exposition donne aussi lieu à un mois d’événements artistiques consacré à des artistes originaires de l’Abitibi-Témiscamingue : L’épopée de Jo Last call par une troupe de théâtre de Val-d’Or, Suzanne Jacob (poésie), Jacques Michel (chanson), Nicole et André-Gilles Duchemin (duo voix et flûte), cinq musiciens virtuoses dont Rémi Boucher et trois films ayant pour sujet cette région du Québec dont, le premier long métrage de Richard Desjardins et Robert Monderie, Comme des chiens en pacage.
L'exposition Western Catholique et Klondike québécois sera aussi présentée au Centre d’exposition de Val-d’Or en 1988 et revisitée beaucoup plus tard, en 2018, à l'occasion du 25e anniversaire de L'Écart, lieu d'Art actuel à Rouyn-Noranda.

## Collections nationales
En 2000, à la BAnQ à Rouyn-Noranda, il crée le Fonds François Ruph, où il dépose 5 823 diapositives documentaires sur l’Abitibi-Témiscamingue, couvrant la période de 1970 à 1985. Numérisées en 2012, elles sont accessibles en ligne. Un deuxième dépôt en 2017  de 1 500 photographies noir et blanc et couleurs sur la vie culturelle en Abitibi-Témiscamingue illustre les années 1979 à 1988. Finalement en 2020, il effectue un troisième dépôt de 4 254 photographies documentaires en format numérique prises en Abitibi-Témiscamingue entre 2001 et 2019.
Un Fonds François Ruph de 60 images est aussi ouvert auprès d'Archives Canada, le Réseau canadien d'information archivistique.
Il dépose aussi 232 images sur le site Le monde en images qui est un répertoire visant à répondre au besoin de médias libres de droits pour la fabrication de matériel didactique de qualité.

## L’Université du Québec en Abitibi-Témiscamingue de 1991 à 2009
Après 15 années de vie d’artiste, il retourne progressivement à l’enseignement universitaire en psychologie, chargé de cours (1986-1991), professeur suppléant au département des sciences du comportement (1991-1998), professeur agrégé et professeur titulaire (2005) au département des sciences de l'éducation (1998-2009) de l’Université du Québec en Abitibi-Témiscamingue.
Il développe sa propre expertise en développement de la métacognition et autorégulation cognitive et affective de l’apprentissage, et en développement de la créativité. Il enseigne pendant dix ans au personnel de nombreuses institutions d’enseignement primaire, secondaire, collégial et universitaire du Québec, au Collège Mathieu de Gravelbourg en Saskatchewan (1999), au Nunavik, dans les communautés inuites d’Ivujivik et de Puvirnituq (2000-2001) et collabore à la formation de formateurs au Québec et en France avec le Centre de recherche, d’éducation et de formation en éducation cognitive (CRÉFEC) et l’Association des intervenants en éducation cognitive.(1992-2007).
La lourdeur de la charge fait en sorte qu’il délaisse la pratique des arts plastiques tout en maintenant celle de la photographie à l’occasion de ses nombreux déplacements et voyages professionnels au Québec et en France. Cependant, à partir de la session de l’automne 2000, il retourne à l’enseignement des arts visuels avec le baccalauréat en multimédia interactif nouvellement créé à l’UQAT par André Blanchard (Entraînement à la créativité et photographie numérique), tout en continuant d’assurer la direction de l’Unité de recherche en éducation cognitive (UREC).

### Atelier en efficience cognitive et guide de réflexion sur les stratégies d’apprentissage à l’université
Entre 1992 et 1999, il conçoit, expérimente et développe un cours sur les stratégies d’apprentissage des étudiants sous la forme d’un atelier en efficience cognitive.  Une autre thèse menée auprès des étudiants de l’UQAT  en 2016, confirme les effets de l’atelier en efficience cognitive,.
À la demande du service à la clientèle de l’UQAT, il rédige en 2002, un guide destiné aux étudiants en français, accessible également en ligne sur le site de l’UQAT, et pilote son adaptation en langue anglaise en 2006. Le guide est publié par les Presses universitaires du Québec (PUQ) en 2011 dans les deux langues. Le guide est distribué au Canada, en France, en Belgique, en Suisse, en Australie, en Suède et disponible en ligne.

### Développement de programmes d’intervention en éducation des adultes à destination des formateurs et formatrices
En 1993, il développe le programme Métacognition et alphabétisation, destiné aux formatrices en alphabétisation du Témiscamingue pour le Service de l'éducation des adultes de la Commission scolaire Lac-Témiscamingue, appuyé par l'Association des parents d'enfants handicapés du Témiscamingue et l'Association des projets éducatifs de Témiscamingue-Sud . En 2000, il pilote la création de deux programmes destinés aux formateurs d’adultes, Apprendre à apprendre, en français et en anglais  (ISBN 2-920849-57-3) et Apprends-moi à apprendre pour le Centre DÉBAT (Développement de l’éducation de base au travail) de Montréal  (ISBN 2-9808-004-1-4). 

### Collaboration inter-universitaires
Durant ses quatre dernières années avant sa retraite en 2009, il collabore à trois projets du Fonds de développement académique du Réseau de l’Université du Québec (FODAR) en matière de pédagogie universitaire et jusqu’en 2012 aux travaux de la Société pour l’apprentissage à vie (SAVIE).

## Les Éditions du Quartz
En 2013, il devient membre et siège au conseil d’administration et au comité exécutif des Éditions du Quartz, une maison d’édition généraliste coopérative située en Abitibi-Témiscamingue. Il est élu à la présidence en 2014 qu’il assume durant les trois années suivantes. Au cours de ces  années, il supervise ou assure la maîtrise d'œuvre de 9 titres notamment, l'adaptation grand public de la thèse doctorale en anthropologie de Marie-Pierre Bousquet sur la Nation Anicinabe, Les Anicinabek dont il assure la recherche iconographique, le photo-roman Un séminariste et son péché, de Jeanne-Mance Delisle, le roman autobiographique L'odeur de pierre, de Philippe Letourneur, La semeuse de perles (poésie) de Margot Lemire où il assume la direction littéraire et la photographie et le roman Coupable de d'Isabelle Vaillancourt où il assume la maquette de couverture.

## Articles et publications
- Abitibi-Témiscamingue en peinture: Abitibi-Témiscamingue in Painting, par Jacques de Roussan avec la collaboration de François Ruph, Éditeur: Pointe-Claire : Roussan, 1990,  (ISBN 978-2-89785-800-1)[39].
- Métacognition et alphabétisation : recommandations générales aux formateurs et aux formatrices en alphabétisation en vue d'une pédagogie axée sur le développement des stratégies d'apprentissage et de résolution de problèmes et de la métacognition, François Ruph, Commission scolaire Lac-Témiscamingue, Service de l'éducation des adultes, 1991[40].
- Les effets d’un programme particulier d’éducation cognitive, l’Atelier d’efficience cognitive, sur le changement des stratégies d’apprentissage d’étudiants universitaires, François Ruph, Thèse de doctorat (Ph.D.) en andragogie, Université de Montréal, 1999[8].
- Apprendre à apprendre. Atelier d'éducation cognitive à l'usage des formateurs d'adultes pour la médiation des stratégies d'apprentissage, Louise Lemieux, Jean Lemay, Nathalie Sévigny et François Ruph, UREC-UQAT, 2000, 258 pages,  (ISBN 2-920849-57-3)
- Atelier d’efficience cognitive à l’UQAT, Site Réussite, Montréal : Réseau de l’Université du Québec, 2002[41].

- Les effets perçus d’un atelier d’efficience cognitive sur le changement de stratégies d’apprentissage d'étudiants universitaires, François Ruph et Mohamed Hrimech, Revue des sciences de l’éducation, 2001[42].
- Learning to learn. Cognitive education workshop for use by trainers of adults for learning strategies mediation, Louise Lemieux, Jean Lemay, Nathalie Sévigny et François Ruph, UREC-UQAT, 2006, 204 pages,   (ISBN 2-923064-15-1).
- Apprends-moi à apprendre. Atelier d'éducation cognitive à l'usage des formateurs et des intervenants œuvrant auprès des familles, Marie-Claude Gagné, Louise Lemieux et François Ruph, Montréal, Centre DÉBAT, 2006, 295 pages, (ISBN 2-9808-004-1-4).
- Une aide au développement de la métacognition. L'atelier d'efficience cognitive, François Ruph, revue Québec français, 2006[43].
- Formation et soutien à l'enseignement universitaire: Des constats et des exemples pour inspirer l'action, sous la direction de Louise Langevin, Chapitre 7, La pédagogie dans une petite université en région: Le cas de l’Université du Québec en Abitibi-Témiscamingue (UQAT)                        par François Ruph et Hélène Bilodeau, (pp. 175-184), Éditeur, Presses de l'Université du Québec , 2007[44].
- Le questionnement et la réflexivité, Louise Villeneuve, Jeannette Leblanc, François Ruph et Louise Lemieux, Édition Accompagner des étudiants.  Bruxelles, De Boeck Supérieur, 2010[45].
- Guide de réflexion sur les stratégies d'apprentissage à l'université, François Ruph, Presses de l'Université du Québec, 2011, 80 pages,  (ISBN 978-2-7605-3007-2)
- Guide to reflective thinking on University Learning Strategies, François Ruph, Presses de l'Université du Québec, 2011, 80 pages,  (ISBN 978-2-7605-2922-9).

## Prix
- Prix 2000 de l’Association pour l’éducation permanente dans les universités du Canada (CAUCE-AEPUC)[34].
- 1989, Premier prix « aquarelle », Grand prix de peinture canadien, 2e Biennale, Montréal, Vieux-Port et Complexe Guy Favreau. Les artistes-peintres créateurs associés du Québec (APCAQ). Prix décerné par René Huyghe de l’Académie française, historien d’art, ex-directeur des collections de peinture au Musée du Louvre à Paris[46].